# Del City
Del City – miasto w Stanach Zjednoczonych, w stanie Oklahoma, w hrabstwie Oklahoma.